# Pacific Rugby Cup 2013
El Pacific Rugby Cup del 2013 fue la octava edición del torneo de rugby en el que la disputaron 4 equipos.
El campeón de la competencia fueron los fiyianos Fiji Warriors, quienes obtuvieron su quinto título.

## Equipos participantes
- Fiji Warriors
- Junior Japan
- Samoa A
- Tonga A

## Clasificación
| Pos. | Equipo        | Encuentros | Encuentros | Encuentros | Encuentros | Tantos  | Tantos    | Tantos     | Puntos Bonus | Puntos Totales |
| Pos. | Equipo        | jugados    | ganados    | empatados  | perdidos   | a favor | en contra | diferencia | Puntos Bonus | Puntos Totales |
| ---- | ------------- | ---------- | ---------- | ---------- | ---------- | ------- | --------- | ---------- | ------------ | -------------- |
| 1    | Fiji Warriors | 6          | 2          | 2          | 2          | 118     | 155       | -37        | 2            | 14             |
| 2    | Samoa A       | 6          | 2          | 0          | 4          | 134     | 198       | -64        | 2            | 10             |
| 3    | Junior Japan  | 6          | 0          | 0          | 6          | 140     | 361       | -221       | 3            | 3              |
| 4    | Tonga A       | 8          | 1          | 1          | 6          | 72      | 253       | -181       | 0            | 6              |

Nota: Se otorgan 4 puntos al equipo que gane un partido y 2 al que empate
Puntos Bonus: 1 punto por convertir 4 tries o más en un partido y 1 al equipo que pierda por no más de 7 tantos de diferencia
|  | Campeón |

| Bandera de Fiyi       |
| Campeón Fiji Warriors |
| Quinto título         |